# Davit Turdospireli
Davit Andukafardze Turdospireli (en georgiano: დავით თურდოსპირელი; Vardisubani, 6 de mayo de 1888-Tiflis, 23 de diciembre de 1948) fue un escritor y político georgiano del Partido Socialdemócrata de Georgia y miembro de la Asamblea Constituyente de Georgia de 1919 a 1921.

## Biografía
Hermano del también escritor Giorgi Kuchishvili, Davit Turdospireli se graduó en el Instituto de Tiflis en 1911. En 1915 se graduó en la Facultad de Historia y Filología de la Universidad de Kiev. Su primer cuento, "Víctimas de la libertad", se publicó como un libro separado en 1906, y en 1913 la primera colección de poemas y novelas, Simta Kvitini.  
Entre 1919 y 1921, Turdospireli fue elegido miembro de la Asamblea Constituyente de Georgia de la lista del Partido Socialdemócrata de Georgia. Tras el establecimiento del régimen soviético en Georgia, colaboró en la prensa soviética georgiana. En 1927, por iniciativa suya se fundó el museo de Costumbres Locales de Telavi. Las historias de Turdospireli se publicaron varias veces como un libro separado. Le pertenecen colecciones de poemas y cuentos infantiles: "Primeros caminos" (1929), "Cuentos infantiles" (1937), "Cuentos infantiles" (1947). 